# Sphaeroniscus flavomaculatus
Sphaeroniscus flavomaculatus là một loài chân đều trong họ Scleropactidae. Loài này được Gerstaecker miêu tả khoa học năm 1854.